# Infodemia
Infodemia é o grande fluxo de informações que se espalham pela internet sobre um assunto específico, que se multiplicam de uma forma muito acelerada em um curto período devido a um evento específico, como a pandemia de Covid-19. A palavra ocorre da junção de “informação + epidemia”, esse excesso de informação pode ser possuir informações precisas ou não, devido a isso, fica muito difícil distinguir as confiáveis das não confiáveis. Portanto, na era da informação, esse fenômeno é potencializado pelas redes sociais e se espalha de forma mais rápida, como um vírus.

## Histórico
O termo infodemia é derivado do conceito de infodemiologia, criado em 2002 pelo professor Gunther Eysenbach. Esta foi originalmente definida como “o estudo dos determinantes e da distribuição na saúde de informação e desinformação”, e mais tarde modificada para: “a ciência da distribuição e dos determinantes da informação em meio eletrônico, especificamente na internet, com o objetivo definitivo de informar políticas públicas e de saúde”. 
Em 2003, durante a epidemia de SARS, o termo infodemia apareceu pela primeira vez em uma coluna do jornal Washington Post, escrita pelo cientista político e jornalista David Rothkopf, reconhecido como o criador da palavra.  No artigo, Rothkopf afirma que na verdade estariam acontecendo duas epidemias na época, a primeira viral, e a segunda informacional, uma infodemia. Ele a define como a mistura de fatos com medo, especulação e rumores, amplificados e retransmitidos rapidamente pelo mundo todo pela tecnologia de informação moderna, afetando a economia, política e segurança internacional.
Em fevereiro de 2019, durante a epidemia de COVID-19, o diretor geral da OMS, Tedros Adhanom Ghebreyesus, declarou em um encontro de especialistas em política exterior em Munique que “Nós não estamos lutando apenas contra uma epidemia; nós estamos lutando contra uma infodemia”.  Desde então o termo tem se popularizado, sendo definido atualmente pela OMS como uma quantidade excessiva de informação durante o surto de uma doença, causando confusão e comportamentos arriscados, além de levar à desconfiança nas autoridades de saúde. Uma infodemia pode intensificar ou atrasar um surto, se as pessoas não tiverem certeza do que elas precisam fazer para proteger a sua saúde e daqueles a sua volta.  

## Relação da Infodemia com a desinformação
Com o acesso facilitado de aparelhos de telecomunicação conectados a Internet pelo mundo, além das redes sociais, o mundo começou a receber uma leva de informações gigante, além do aumento do número de formas de obtê-la, criando uma Infodemia. Porém, apenas uma pequena parte dessa enorme onda de informações é verídica e confiável, trazendo a desinformação para grande parte da população.
Esse processo se agravou com o advento da internet, uma vez que antes dela os conteúdos de massa eram publicados por veículos jornalísticos, que possuem moderadores e são responsáveis legalmente pelo que produzem. Já atualmente qualquer pessoa com acesso à internet pode usar uma rede social e escolher os conteúdos que compartilha ou acompanha na mesma. Isso torna as redes ricas em informações de origem questionável, muitas vezes escolhidas por serem provenientes de redes de afeto e compartilharem de ideologias pessoais, não pelo grau de veracidade e concordância com a ciência. Por não conseguir competir com as redes sociais, a imprensa tradicional perde credibilidade e fontes alternativas, muitas vezes fonte de desinformação, são valorizadas.

## Infodemia durante a pandemia do COVID-19
De acordo com que a doença do Corona vírus (COVID-19)  foi se propagando em diversas regiões, a desinformação e fake news sobre o vírus foram tornando cada vez mais perigosos para a saúde da população.
Devido a esse fenômeno da pandemia, a internet se tornou a melhor maneira de espalhar informações relacionadas à saúde e a como se proteger do vírus. Porém, com o acesso a internet além dos meios de proteção da pandemia do Coronavírus, surgiram também em maior escala, informações falsas sobre a doença por meio das mídias sociais, informações como a origem do vírus, maneiras de contaminação e até mesmo a prevenção e cuidados a serem tomados tiveram diversas informações mentirosas e propagadas pela internet sem ao menos terem sido analisadas. Por conta dessa grande gama de informações a todo momento, discernir fontes confiáveis das falsas acaba se tornando um processo cansativo, o que levam as pessoas acreditarem ou até então procurarem maneiras mais fáceis de se informar, com alguma leitura mais simples e rápida, caindo facilmente em algum tipo de fake news e sendo alvo de manipulação.
Essa condição dificulta não apenas a obtenção de conhecimento confiável pela população, mas também pela comunidade científica, responsável por pesquisar a doença. O gerenciamento de informações requer filtragem, classificação, avaliação da veracidade, tradução e adaptação do conteúdo.Normalmente, a produção de coonhecimento científico já pode durar anos, devido ao tempo necessário para reconhecer e corrigir erros.Durante uma infodemia, o volume e velocidade de surgimento de novos dados é prejudicial não apenas por envolver a disseminação de informações duvidosas, mas também por dificultar o encontro de dados úteis e sua separação do resto.

### Infodemia no Brasil durante a pandemia
No Brasil, os fatos científicos sobre a COVID-19 foram depreciados por boa parte população, a pouca circulação de informação confiável sobre vacinas está sendo parcialmente preenchida por desinformações postadas e compartilhados nas redes sociais, como  Whatsapp, Facebook e Instagram. Informações falsas a respeito do tratamento e da prevenção da doença tem se espalhado, como utilizar hidroxicloroquina ou outro medicamento para tratamento da covid-19, animais serem vetores da doença e transmitiram para os seus donos, e várias outras fake news ocasionam as pessoas desacreditarem dos métodos eficazes e comprovados para o menor contágio da COVID-19 além de acarretar maiores índices de brasileiros infectados. 
Porém a desinformação que mais afeta os brasileiros é a respeito da vacina, a Avaaz em parceria com a SBIm, fez um estudo para medir o impacto dos conteúdos antivacina online. Nesse foi constatado que vinte e um milhões de brasileiros não se vacinaram por conta de desinformação, 31% não acha a vacina necessária, 24% tem medo de ter efeitos colaterais graves após tomar uma vacina, 18% tem medo de contrair a doença que estava tentando prevenir com a vacina, 9% por conta de notícias, histórias ou alertas que leu online.

## Consequências e meios de combate
Com a alta demanda de informações recebidas todos os dias, consequências negativas/prejudiciais a saúde das pessoas podem ser recorrentes. Segundo o IORG, há uma lista com efeitos negativos, dentre eles são: 
• Decisões incorretas – Deixar de considerar diversos fatores de extrema relevância para tomar uma decisão.
• Fadiga de decisão – Exaustão mental, o que leva o indivíduo a ser incapaz ou até mesmo não querer tomar alguma outra decisão.
• Estresse – Estresse individual, geralmente é perceptível pela perda de produtividade, problemas de saúde, depressão, hostilidade e infelicidade geral do trabalhador e do indivíduo.
• Perda de produtividade –  Combinado ao estresse, fadiga de decisão e distrações / interrupções causam menor produtividade do trabalhador e redução da produção organizacional.
Além dessas, a OMS afirma que ansiedade, sentimento de estar deprimido, também são sintomas relacionados a infodemia.

### Formas de combate
Para combater o espalhamento de notícias duvidosas é preciso primeiro entender por que as pessoas as compartilham. O avanço da tecnologia ocorre de modo acelerado, contribuindo para a propagação de informações e superando a velocidade necessária para as pessoas se educarem digitalmente, ou desenvolverem serviços de contenção. Dessa forma, é necessário investir na alfabetização digital da sociedade, tornando o cidadão apto a reconhecer quando as informações que recebe são necessárias ou incoerentes, uma habilidade fundamental na Era da informação.
A Organização Pan-Americana de Saúde (OPAS) tem diversas dicas para ajudar com a prevenção da infodemia. Confiar na OMS, apoiar a ciência aberta, verificar se a fonte é confiável antes de compartilhar, são dicas da OPAS para que o indivíduo possa ajudar a combater a infodemia de COVID-19. 
A OMS também vem fazendo a sua parte, criou-se uma rede de informações sobre Epidemias (EPI-WIN) com objetivo de fornecer acesso a todos e informações com fonte confiáveis e de fácil entendimento sobre a saúde pública. Colaborações também são feitas com redes sociais e empresas digitais, tais como: Facebook, Google, Tencent, Baidu, Twitter, Pinterest, TikTok, entre diversas outras, com o objetivo de excluir fake news e promover fontes fiáveis para todos os usuários, como por exemplo, o Centro de Controle e Prevenção de Doenças (CDC) dos Estados Unidos tem sido promovido nas redes.
A Organização Mundial da Saúde também vem se comunicando com influenciadores de diversas plataformas para divulgação de recados objetivos para os seus seguidores. Métodos como esses têm demonstrado ser eficazes, mas ainda assim, a recomendação é para que a população fique de olho e se mantenha crítico para cada notícia recebida.